# 浦和画家
浦和画家（うらわがか）は、埼玉県の旧浦和市（現在のさいたま市浦和区・南区）に多く居住していた文化人・芸術家の総称である。
浦和には特に画家が多く居住しアトリエを構えたことから、文学者の多い神奈川県鎌倉市と並んで「鎌倉文士に浦和画家」と称された。画家以外にも彫刻家や詩人が居住し、文化人同士の交流も盛んであった。人数は少なくなったが、2000年代以降も画家は居住している。

## 概要
浦和画家という言葉が広まったのは、1923年（大正12年）の関東大震災以降である。震災以前も著名な画家が住んでいたが、震災以降に増加したため、鎌倉文士の対になるものとして浦和画家という言葉が生まれた。
大震災によって東京や横浜は壊滅的な被害を受けたが、台地の南端に位置する浦和市（当時は浦和町）は倒壊家屋も少なく、東京至近の割には被害が小さかった（おおむね現在の浦和区域にあたる浦和町の死者は3人）。そのため大震災で被災した東京、横浜の文化人の多くが、県庁所在地であるが落ち着いた雰囲気を残し、別荘地や住宅地としても人気のあがりつつあった浦和に移住し、住居やアトリエを官公庁からはやや離れた鹿島台（別所から常盤にかけての、別所沼を臨む高台）に構えた。昭和初期には40人以上の画家が集住し、絵描き村のようだと報道され、浦和アトリエ村とも称された。
最寄り駅の浦和駅は日本鉄道（後の東北本線）が開通した当初からある駅で、出版業者などがある東京にも近く便利だったことから、その後も定住する傾向が強かった。また美術学校や美術館のある上野駅への利便性を理由に挙げる画家も多かった。
浦和区内には埼玉県立近代美術館やうらわ美術館が所在し、浦和画家についての展示も行われていた。2016年には、市内でさいたまトリエンナーレが開催された。

## 人物
関東大震災以降に別所沼周辺に移住してきた画家たちを代表的な浦和画家とみなすほか、震災前から浦和に居住していた画家、戦後に居住していた画家も広義の浦和画家として名を連ねている。
洋画家
- 福原霞外（1871年-1912年）本名は福原馬三郎。
- 倉田白羊（1881年-1938年）
- 武内鶴之助（1881-1948年）
- 永田二郎（1883年-1971年）旧制浦和中学を卒業。
- 跡見泰（1884年-1953年）
- 相馬其一（1885年-1966年）
- 田中保（1986年-1941年）
- 寺内萬治郎（1890年-1964年）
- 小林真二（1890年-1965年）
- 奥瀬英三（1891年-1975年）
- 林倭衛（1895年-1945年） - 別所沼北岸に居住。
- 福宿光雄（1901年-1970年） - 県立浦和中学で増田三男や高田誠を指導。
- 山田説義（1903年-1979年） - 1947年10月示現会創立発足に参加し、常任委員歴任。浦和区仲町4丁目にアトリエがあった。
- 須田剋太（1906年-1990年）
- 瑛九（1911年-1969年）
- 奥森多加史（1911年-2005年）
- 里見明正（1912年-1974年） - 別所にアトリエがあった。
- 高田誠（1913年-1992年）
- 金子徳衛（1914年-1997年） - 浦和中学で福宿に学ぶ。
- 杉全直（1914年-1994年）品川区生まれ、浦和に移住し東京美術学校へ。
- 渡辺武夫（1916年-2005年）1990年～1996年には埼玉県美術協会会長。
- 斎藤三郎（1917年-1996年）元町にアトリエがあった。
- 百瀬浩（1923年-1988年）長野生まれ、1955年浦和転居。
- 田中実（1923年- ）浦和美術連盟会長
- 篠田喜與志（1925年- ）
- 伊藤利行（1926年- ）
- 川村親光（1928年- ）
- 小松崎邦雄（1931年-1994年）荒川区日暮里生まれ、高砂町へ移住。
- 塗師祥一郎（1932年-2016年）
- 小川徳次郎（1932年- ）
- 小川游（1932年- ）浦和高校卒業。
- 守屋順吉（1935年- ）
- 櫻井英嘉（1935年- ）大阪生まれ、1956年浦和転居。
- 塩崎由美子（1954年- ）浦和生まれ
- 石塚雅子（1965年- ）浦和生まれ
- 渋谷和良（1958年- ）1959年浦和へ移住
- 宮崎次郎（1961年- ）
- 小松崎徹郎（1961年- ）

日本画家
- 三尾呉石（1985年―1946年）
- 四方田草炎（1902年-1981年）
- 間宮正（1911年-1983年） - 日本画家の間宮武峰の息子。
- 加藤勝重（1914年-2000年）
- 三浦白琇（1919年-2007年） - 中村岳陵に師事。
- 中野蒼穹（1926年-1981年） - 中村岳陵に師事。
- 岡田春生（1926-2002年）
- 山下邦雄（1937年- ）
- 三尾彰藍（1922年- ） - 三尾呉石の次男。
- 三浦光祥（1941年- ） - 中村岳陵に師事。
- 内藤五琅（1948年- ） - 彫刻家の父、内藤四郎は人間国宝に認定。

## 関連文献
- 青木義脩『さいたま市の歴史と文化を知る本』さきたま出版会、2014年。ISBN 4878914106。